# Jamea Jackson
Jamea Jackson (Atlanta, Georgia, 1986. szeptember 7. –) amerikai teniszezőnő.
2003–2009 közötti profi pályafutása során két egyéni ITF-tornát nyert meg. Legjobb egyéni világranglista-helyezése negyvenötödik volt, ezt 2006. november 13-án érte el, párosban a legjobbjaként 2006. október 30-án a 266. helyen állt.
A Grand Slam-tornákon a legjobb egyéni eredményeként 2006-ban mind a négy tornán játszott a 2. körben, Wimbledonban 2005-ben is a 2. körig jutott. Párosban az 1. kört játszotta le 2006-ban a Roland Garroson és Wimbledonban, valamint a US Openen 2004-ben, 2005-ben és 2006-ban.
2006-ban tagja volt a világcsoportban negyeddöntőt, majd elődöntőt játszó amerikai Fed-kupa-válogatottnak.
Ő volt a női tenisz történetében az első játékos, aki egy vitatott bírói ítéletnél kikérte a sólyomszem felvételét annak 2006-os bevezetésekor. 2013-tól az Amerikai Teniszszövetség (USTA) szövetségi edzője.

## WTA-döntői

### Egyéni

#### Elveszített döntői (1)
| Összesítés           |                        |
| Grand Slam-torna (0) |                        |
| Tier I (0)           | Premier Mandatory* (0) |
| Tier II (0)          | Premier Five* (0)      |
| Tier III (0)         | Premier* (0)           |
| Tier IV (0)          | International* (0)     |
| Tier V (0)           | Challenger* (0)        |

* 2009-től megváltozott a tornák rendszere. Challenger tornákat 2012-től rendeznek.
 Az egymás mellett azonos színnel jelölt tornatípusok között nincs teljes mértékű megfelelés.
| No. | Dátum            | Helyszín                | Borítás | Ellenfél a döntőben | Eredmény a döntőben |
| 1.  | 2006. június 18. | DFS Classic, Birmingham | Fű      | Vera Zvonarjova     | 7–6(12), 7–6(5)     |

## ITF-döntői

### Egyéni: 3 (2–1)
| Díjazás          |
| ---------------- |
| $100,000 verseny |
| $75,000 verseny  |
| $50,000 verseny  |
| $25,000 verseny  |
| $15,000 verseny  |
| $10,000 verseny  |

| Eredmény | No. | Dátum              | Torna                                       | Borítás | Ellenfél         | Eredmény    |
| -------- | --- | ------------------ | ------------------------------------------- | ------- | ---------------- | ----------- |
| Győztes  | 1.  | 2003. június 22.   | Dallas, Texas, Egyesült Államok             | Kemény  | Angela Haynes    | 7–6(5), 6–3 |
| Döntős   | 1.  | 2004. május 16.    | Charlottesville, Virginia, Egyesült Államok | Salak   | Marissa Irvin    | 3–6, 6–7(5) |
| Győztes  | 2.  | 2004. november 21. | Tucson, Arizona, Egyesült Államok           | Kemény  | Stéphanie Dubois | 7–6(5), 7–5 |

## Év végi világranglista-helyezései
| Év     | 2001 | 2002 | 2003 | 2004 | 2005 | 2006 | 2007 | 2008 |
| Egyéni | 602. | –    | 448. | 179. | 75.  | 45.  | 588. | 274. |
| Páros  | –    | –    | 528. | –    | 374. | 337. | –    | –    |